# Млодоцин
Млодоцин (пол. Młodocin, нім. Jungdorf) — село в Польщі, у гміні Барцин Жнінського повіту Куявсько-Поморського воєводства.
Населення — 269 осіб (2011).
У 1975-1998 роках село належало до Бидгощського воєводства.

## Демографія
Демографічна структура станом на 31 березня 2011 року:
|          | Загалом | Допрацездатний вік | Працездатний вік | Постпрацездатний вік |
| -------- | ------- | ------------------ | ---------------- | -------------------- |
| Чоловіки | 140     | 37                 | 91               | 12                   |
| Жінки    | 129     | 31                 | 74               | 24                   |
| Разом    | 269     | 68                 | 165              | 36                   |